# Sargento Bilko
Sargento Bilko (en original Sgt. Bilko) es una película cómica de 1996 dirigida por Jonathan Lynn y escrita por Andy Breckman. La película es una adaptación de la serie de 1950 The Phil Silvers Show.

## Argumento
Ernest G. Bilko (Steve Martin) es Sargento Mayor en Fort Baxter, una pequeña base militar estadounidense. Abusa de su rango para realizar algunos timos y organizar apuestas. Su oficial, el coronel Hall (Dan Aykroyd) no le da mayor importancia ya que prefiere ocuparse de sus propios asuntos, pero las cosas están a punto de torcerse cuando a la base llega el mayor Thorn (Phil Hartman), para vigilar de cerca a Bilko e intenta acceder a la base de datos del ordenador para ver qué está haciendo el sargento con los fondos. 
Las acciones de Thorn se deben en particular porque fue Bilko quien le arruinó la carrera a causa de un combate de boxeo arreglado en Fort Dix.
Bilko recuerda cuando tiempo atrás estaba a cargo de un teniente muy estricto que le prohibía celebrar fiestas. Un día se organizó un combate de boxeo y Bilko fue a pagar a uno de los púgiles para que se dejara golpear. Por error, el dinero fue a parar al otro pugilista por lo que los dos se creyeron que debían dejarse ganar. Cuando Thorn descubrió la estafa, fue a la habitación de uno de los pugilistas y sacó un saco de dinero. Pero con él entraron las cámaras y el entonces teniente Thorn fue llevado ante un consejo de guerra acusado de soborno y de amañar el combate. Acto seguido fue enviado a Groenlandia. 
No obstante, el escuadrón de Bilko intenta ayudar a su sargento a librarse del continuo acoso por parte del que fuera su antiguo jefe.
En la subtrama, Rita (Glenne Headly), prometida de Bilko y harta de que él la deje plantada en el altar en numerosas ocasiones, le da a Bilko un ultimátum para ganarse su confianza en un plazo de 30 días o le abandonará definitivamente.

## Reparto
- Steve Martin ............ Sargento Mayor Ernest G. Bilko
- Dan Aykroyd ............ Coronel John T. Hall
- Phil Hartman ............ Mayor Colin Thorn
- Glenne Headly .......... Rita Robbins
- Daryl Mitchell ........... Soldado Wally Holbrook
- Max Casella ............. Dino Paparelli
- Eric Edwards ............ Soldado Duane Doberman
- Dan Ferro ................ Tony Morales
- John Marshall Jones .. Sargento Henshaw
- Brian Leckner .......... Soldado Sam Fender
- John Ortiz .............. Luis Clemente
- Pamela Adlon ........... Sargento Raquel Barbella
- Mitchell Whitfield ..... Sargento Mickey Zimmerman
- Austin Pendleton ....... Mayor Ebersole
- Chris Rock ............. Teniente primero Oster
- Cathy Silvers .......... Teniente primero Monday
- Steve Park ............. Capitán Moon
- Debra Jo Rupp .......... Sra. Hall
- Richard Herd ........... General Tennyson